# Казимир I
Казими́р I Восстанови́тель  (пол. Kazimierz I Odnowiciel) (25 июля 1016 — 28 ноября 1058) — святейший князь (с 1039), представитель династии Пястов.

## Биография

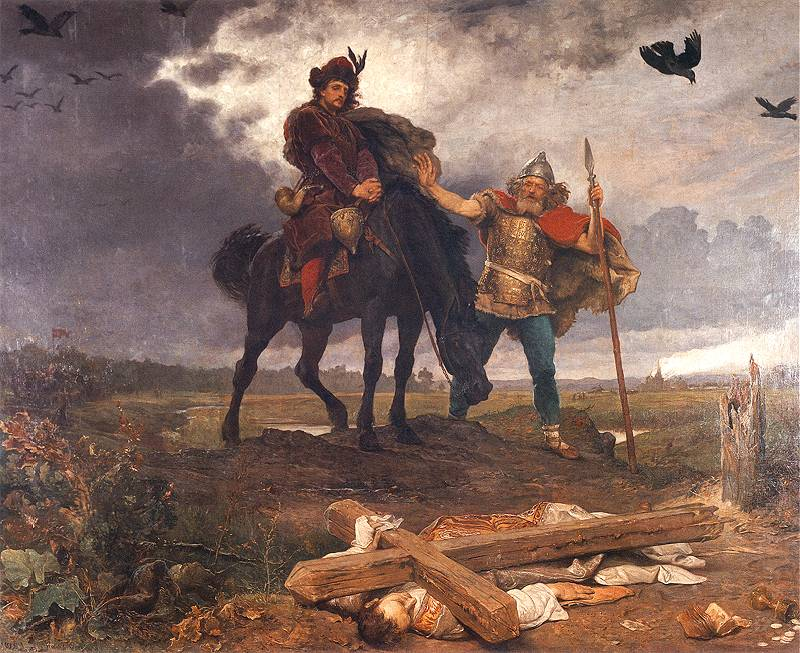
Войцех Герсон. Казимир Восстановитель возвращается в Польшу

### Правление
Казимир I был сыном Мешко II, короля Польши, и Рыксы Лотарингской, дочери пфальцграфа рейнского. Смерть отца в 1034 году ввергла страну в тяжелейший социально-политический кризис. Крупные аристократы и духовенство подняли мятеж против князя и его матери и изгнали их из страны. В стране началась борьба между шляхтой и крестьянством; христианская вера, недавно введённая, стала приходить в упадок, население страдало от разбоев и общего беззакония; государственная власть сохранилась только в городах. Крестьянское восстание 1037—1038 годов по размаху явилось одним из крупнейших народных восстаний того времени. От Польши обособились Поморье и Мазовия, где утвердились местные династии. Были потрясены самые основы польского государства. Последний удар — вторжение в 1038 году чешского князя Бржетислава I, который захватил Гнезно, вывез мощи Святого Войцеха-Адальберта и вновь присоединил Силезию к владениям чешской короны.
Казимир жил сперва в Венгрии у короля Иштвана I, затем у матери в Саксонии. Опасаясь восстановления язычества в Польше и её подчинения Чехии, на помощь Казимиру решил прийти император Генрих III. С помощью немецких войск в 1039 году Казимир I восстановил свою власть в Польше. Крестьянский бунт был подавлен, аристократы усмирены. Однако за помощь императора князь должен был заплатить дорогую цену: Польша признавала сюзеренитет Священной Римской империи.
В 1042 году Казимир женился на сестре великого князя киевского Ярослава Мудрого, Добронеге (в крещении — Марии). Благодаря поддержке шурина Казимиру удалось возвратить под власть Польши Мазовию в 1047 году. Позиция императора, однако, не позволила вернуть князю Поморье: лишь Восточное Поморье признало власть Польши, а Западное Поморье осталось в составе империи. В 1054 году польскому государству ценой уплаты дани Чехии была возвращена Силезия.
Внутри государства Казимир старался поднять авторитет княжеской власти и способствовать утверждению христианской веры постройкой церквей и монастырей. Результатом правления Казимира I стало подлинное восстановление государства.

## Брак и дети
Жена (с 1042 года): Добронега, сестра великого князя Киевского Ярослава Мудрого.
Дети:
- Болеслав II Смелый (1042—1081), князь и король Польши (1058—1079);
- Владислав I Герман (1043—1102), князь Польши (1079—1102);
- Мешко (16 апреля 1045 — 6 декабря 1065);
- Оттон (1047—1048);
- Светослава (1048 — 1 сентября 1126), замужем (с 1062 года) за королём Чехии Вратиславом II.

## Образ князя Казимира в кино
- Ярославна, королева Франции (1978; СССР) режиссёр Игорь Масленников, в роли князя — Веслав Голас.